# Liste der Baudenkmäler in Dürrwangen
Auf dieser Seite sind die Baudenkmäler in dem mittelfränkischen Markt Dürrwangen zusammengestellt. Diese Tabelle ist eine Teilliste der Liste der Baudenkmäler in Bayern. Grundlage ist die Bayerische Denkmalliste, die auf Basis des Bayerischen Denkmalschutzgesetzes vom 1. Oktober 1973 erstmals erstellt wurde und seither durch das Bayerische Landesamt für Denkmalpflege geführt wird. Die folgenden Angaben ersetzen nicht die rechtsverbindliche Auskunft der Denkmalschutzbehörde.
 Diese Liste gibt den Fortschreibungsstand vom 15. April 2020 wieder und enthält 33 Baudenkmäler.

## Baudenkmäler nach Gemeindeteilen

### Dürrwangen
| Lage                                                                     | Objekt                                                                                         | Beschreibung | Akten-Nr.              | Bild                                                                                           |
| ------------------------------------------------------------------------ | ---------------------------------------------------------------------------------------------- | --- | ---------------------- | ---------------------------------------------------------------------------------------------- |
| An der Kläranlage (Standort)                                             | Feldkapelle                                                                                    | Kleiner Putzbau mit Apsis, spätes 18. Jahrhundert | D-5-71-139-12 Wikidata | BW                                                                                             |
| Hauptstraße 3 (Standort)                                                 | Ehemaliges Schloss                                                                             | Dreigeschossiger Zweiflügelbau mit Putzgliederungen und Satteldach, 1720/24 | D-5-71-139-5 Wikidata  | weitere Bilder                                                                                 |
| Hauptstraße 3 (Standort)                                                 | Rundturm                                                                                       | Mittelalterlicher Steinbau mit barockem zweigeschossigem Anbau | D-5-71-139-5           | weitere Bilder                                                                                 |
| Hauptstraße 3 (Standort)                                                 | Wehrmauer                                                                                      | Bruchstein, 18. Jahrhundert | D-5-71-139-5           | weitere Bilder                                                                                 |
| Hauptstraße 3 (Standort)                                                 | Ehemaliger Wassergraben                                                                        | 18. Jahrhundert | D-5-71-139-5           | weitere Bilder                                                                                 |
| Hauptstraße 3 (Standort)                                                 | Brücke                                                                                         | Dreibogige aus Sandsteinquadern, 18. Jahrhundert | D-5-71-139-5 Wikidata  | weitere Bilder                                                                                 |
| Hauptstraße 19 (Standort)                                                | Torturm der ehemaligen Ortsbefestigung                                                         | Putzbau mit Fachwerkgiebel, spätmittelalterlich | D-5-71-139-4 Wikidata  | weitere Bilder                                                                                 |
| Hutzelfeld (Standort)                                                    | Bildstock                                                                                      | Sandsteinpfeiler mit gusseisernem Kreuz, Mitte 19. Jahrhundert | D-5-71-139-16 Wikidata | BW                                                                                             |
| Kapellenweg (Standort)                                                   | Feldaltar                                                                                      | Verputzte Nischenanlage mit Segmentgiebel, 18. Jahrhundert | D-5-71-139-40 Wikidata | BW                                                                                             |
| Klingenfeld (Standort)                                                   | Feldaltar                                                                                      | Verputzte Nischenanlage mit Giebelfeld, 18. Jahrhundert | D-5-71-139-13 Wikidata | BW                                                                                             |
| Marktplatz 8 (Standort)                                                  | Katholische Pfarrkirche Mariä Empfängnis                                                       | Saalkirche mit stark eingezogenem Polygonalchor und nördlichem Chorwinkelturm mit Zwiebelhaube, spätgotische Turmuntergeschosse und Chor zweite Hälfte 15. Jahrhundert, barocke Turmerhöhung um 1724, neuromanischer Langhausneubau 1853, 1936 Erweiterung und Modernisierung; mit Ausstattung | D-5-71-139-1 Wikidata  | weitere Bilder                                                                                 |
| Marktplatz 10, im Pfarrzentrum Dürrwangen (Standort)                     | Holzrelief                                                                                     | Maria mit Kind, 1767 | D-5-71-139-3 Wikidata  | BW                                                                                             |
| Nähe Hauptstraße (Standort)                                              | Ehemalige katholische Kapelle, sogenannte Schmerzhafte Kapelle, jetzt Kriegergedächtniskapelle | Offener Walmdachbau mit Holzstützen, kleinem gerade schließendem Chor und Dachreiter, wohl 1777; mit Ausstattung | D-5-71-139-2 Wikidata  | Ehemalige katholische Kapelle, sogenannte Schmerzhafte Kapelle, jetzt Kriegergedächtniskapelle |
| Nähe Schopflocher Straße (Standort)                                      | Feldaltar                                                                                      | Verputzter Massivbau mit Nische, 18. Jahrhundert | D-5-71-139-14 Wikidata | BW                                                                                             |
| Schlössleinsfeld, 700 m südöstlich in Richtung Witzmannsmühle (Standort) | Bildstock                                                                                      | Sandsteinpfeiler auf Postament mit vier Bildfeldern und darin eingelassenen bemalten Holztäfelchen, frühes 19. Jahrhundert | D-5-71-139-15 Wikidata | BW                                                                                             |
| Sulzacher Straße 13 (Standort)                                           | Wohnhaus                                                                                       | Zweigeschossiger Walmdachbau mit Putzgliederungen, spätes 18. Jahrhundert | D-5-71-139-8 Wikidata  | BW                                                                                             |
| Sulzacher Straße 14 (Standort)                                           | Ehemaliges Schulgebäude, sogenanntes Altes Schulhaus                                           | Zweigeschossiger Walmdachbau mit Fachwerk-Obergeschoss und Zwerchhaus, spätes 18. Jahrhundert | D-5-71-139-9 Wikidata  | weitere Bilder                                                                                 |
| Sulzacher Straße 20 (Standort)                                           | Wohnhaus                                                                                       | Zweigeschossiger traufseitiger Satteldachbau mit verputztem Fachwerk-Obergeschoss und integrierter Tordurchfahrt, zweite Hälfte 18. Jahrhundert | D-5-71-139-10 Wikidata | BW                                                                                             |
| Sulzacher Straße 32 (Standort)                                           | Ehemalige Mühle                                                                                | Zweigeschossiger Putzbau mit Satteldach, bezeichnet „1783“ | D-5-71-139-28 Wikidata | BW                                                                                             |
| Tannenbusch (Standort)                                                   | Feldkapelle                                                                                    | Verputzter Massivbau mit leicht eingezogener Apsis und Dachreiter, Mitte 18. Jahrhundert, Lourdesgrotte Ende 19. Jahrhundert | D-5-71-139-11 Wikidata | BW                                                                                             |

### Halsbach
| Lage                             | Objekt                                                           | Beschreibung | Akten-Nr.              | Bild           |
| -------------------------------- | ---------------------------------------------------------------- | --- | ---------------------- | -------------- |
| In Halsbach;Unterdorf (Standort) | Feldkapelle                                                      | Barocke Nischenanlage mit Putzgliederung, 18. Jahrhundert; mit Ausstattung, spätes 19. Jahrhundert                                                  | D-5-71-139-20 Wikidata | BW             |
| Kirchplatz (Standort)            | Bildstock                                                        | In Form einer Nischenkapelle, mit historisierender Putzgliederung, wohl frühes 20. Jahrhundert                                                      | D-5-71-139-22 Wikidata | BW             |
| Kirchplatz 1 (Standort)          | Pfarrhaus                                                        | Zweigeschossiger verputzter Walmdachbau, 1724; mit Ausstattung                                                                                      | D-5-71-139-18 Wikidata | weitere Bilder |
| Kirchplatz 2 (Standort)          | Katholische Pfarrkirche St. Petrus und Paulus                    | Dreischiffige basilikale Anlage mit drei Apsiden und mächtigem Westturm mit Glockendach, wohl 12. Jahrhundert, 1751 Barockisierung; mit Ausstattung | D-5-71-139-17 Wikidata | weitere Bilder |
| Kirchplatz 2 (Standort)          | Friedhofsmauer                                                   | Hohe Befestigungsmauer mit zwei Eingangstoren, Freitreppe und eingelassenen Grabsteinen, wohl 1754, mit mittelalterlichem Kern                      | D-5-71-139-17 Wikidata | Friedhofsmauer |
| Sandfeld (Standort)              | Steinkreuz                                                       | Sandstein, spätmittelalterlich | D-5-71-139-23 Wikidata | BW             |
| Sandfeld (Standort)              | Gruppe von drei teilweise fragmentarisch erhaltenen Steinkreuzen | Sandstein, spätmittelalterlich | D-5-71-139-24 Wikidata | BW             |
| Unterdorf 6 (Standort)           | Kleinhaus                                                        | Erdgeschossiger Putzbau mit Steildach, im Kern um 1825                                                                                              | D-5-71-139-19 Wikidata | BW             |
| Unterdorf 10 (Standort)          | Bildstock                                                        | Gemauerte Nischenanlage, wohl frühes 20. Jahrhundert                                                                                                | D-5-71-139-21 Wikidata | BW             |

### Haslach
| Lage                  | Objekt                   | Beschreibung          | Akten-Nr.              | Bild |
| --------------------- | ------------------------ | --------------------- | ---------------------- | ---- |
| Gassenlohe (Standort) | Corpus eines Feldkreuzes | Holz, 18. Jahrhundert | D-5-71-139-25 Wikidata | BW   |

### Hopfengarten
| Lage                       | Objekt          | Beschreibung                                           | Akten-Nr.              | Bild |
| -------------------------- | --------------- | ------------------------------------------------------ | ---------------------- | ---- |
| Hopfengarten 15 (Standort) | Heiligenfiguren | Vier barocke Schnitzfiguren in der Wegkapelle von 1914 | D-5-71-139-26 Wikidata | BW   |

### Rappenhof
| Lage                    | Objekt                   | Beschreibung                    | Akten-Nr.              | Bild |
| ----------------------- | ------------------------ | ------------------------------- | ---------------------- | ---- |
| Eichelgarten (Standort) | Corpus eines Feldkreuzes | Holz, wohl noch 18. Jahrhundert | D-5-71-139-29 Wikidata | BW   |

### Sulzach
| Lage                                                               | Objekt                        | Beschreibung                                                      | Akten-Nr.              | Bild |
| ------------------------------------------------------------------ | ----------------------------- | ----------------------------------------------------------------- | ---------------------- | ---- |
| Klingenfeld; ca. 800 m östlich des Ortes (Standort)                | Corpus eines Feldkreuzes      | Holz, Anfang 19. Jahrhundert                                      | D-5-71-139-32 Wikidata | BW   |
| Raitersberg; Sulzachfeld; am Ortsausgang nach Krapfenau (Standort) | Bildstock                     | Verputzter Pfeiler, Ende 18. Jahrhundert                          | D-5-71-139-33 Wikidata | BW   |
| St.-Leonhard-Straße (Standort)                                     | Feldkapelle                   | Kleiner massiver Nischenbau mit Putzgliederungen, 18. Jahrhundert | D-5-71-139-30 Wikidata | BW   |
| Von Sulzach nach Dürrwangen (Standort)                             | Feldkreuz mit Leidenswerkzeug | Holz, um 1900                                                     | D-5-71-139-31 Wikidata | BW   |

### Trendelmühle
| Lage                      | Objekt                     | Beschreibung                                                                                          | Akten-Nr.              | Bild            |
| ------------------------- | -------------------------- | --- | ---------------------- | --------------- |
| Trendelmühle 2 (Standort) | Ehemalige Mühle            | Eingeschossiger massiver Putzbau mit Zwerchhaus, frühes 18. Jahrhundert, im 19. Jahrhundert verändert | D-5-71-139-34 Wikidata | Ehemalige Mühle |
| Trendelmühle 1 (Standort) | Stall- und Scheunengebäude | zweite Hälfte 19. Jahrhundert                                                                         | D-5-71-139-34 Wikidata | BW              |

### Witzmannsmühle
| Lage                        | Objekt          | Beschreibung                                                                             | Akten-Nr.              | Bild |
| --------------------------- | --------------- | ---------------------------------------------------------------------------------------- | ---------------------- | ---- |
| Witzmannsmühle 9 (Standort) | Ehemalige Mühle | Ehemaliger erdgeschossiger Putzbau des 18. Jahrhunderts, Aufstockung und Satteldach 1844 | D-5-71-139-35 Wikidata | BW   |